# Metalúrgica Matarazzo

Indústrias Reunidas Fábricas Matarazzo.

A Metalúrgica Matarazzo S. A. foi um dos maiores e o principal fabricante de embalagens metálicas do Brasil. Fez parte do grupo empresarial Indústrias Reunidas Fábricas Matarazzo. Com doze unidades fabris que abrangiam todo o território nacional, centro de pesquisa para desenvolver novos produtos e técnicas, foi um dos maiores consumidores de aço do país. Especializada na produção de embalagens para conservas, óleos comestíveis, café, carnes e derivados, pescado, tampas metálicas para potes e tampas. 

## História
Fundada em 1917 pelo Conde Francisco Matarazzo, um imigrante italiano que fez fortuna em  São Paulo, negociando gordura de porco e acabou fundando um conglomerado industrial e comercial, para prover embalagens para suas indústrias de alimentos, foi passada em 1922 por herança ao comando do genro Júlio Pignatari e para o sobrinho Francisco Matarazzo Sobrinho, o Ciccillo, sob o nome de Pignatarari, Matarazzo e Cia. Em 1935, a empresa foi desmembrada e Ciccillo tornou-se o único proprietário da agora Metalma - Metalúrgica Matarazzo.
Após a fusão da empresa em 2001 com a Rimet Empreendimentos ex Rheen, e Olvebra, foi criada uma empresa para administrá-las chamada CBL - Cia Brasileira de Latas.
A Matalurgica Matarazzo foi pioneira em fabricar embalagens para bebidas, sendo em 1971 o lançamento da primeira cerveja do Brasil em lata fabricada com folha de flandes. A Skol International Beer que anos depois passou a chamar Skol Pilsen, nome usado até hoje.